# Kier Group
Kier Group plc ist ein britisches Unternehmen mit Sitz in Manchester. Es ist tätig auf dem Gebiet der Infrastrukturdienstleistungen und des Bauwesens. Zu den Segmenten des Unternehmens gehören Infrastructure Services, Construction und Immobilien. Das Segment Infrastructure Services besteht aus den Geschäftsbereichen Highways, Infrastructure und Utilities. Zu den Kunden gehören National Highways, Network Rail, High Speed 2, Transport for London u. a. Der Geschäftsbereich Construction führt Hoch- und Tiefbauprojekte durch. Das Segment Immobilien investiert und entwickelt überwiegend gemischt genutzte Gewerbe- und Wohnprojekte und -grundstücke in ganz Großbritannien.

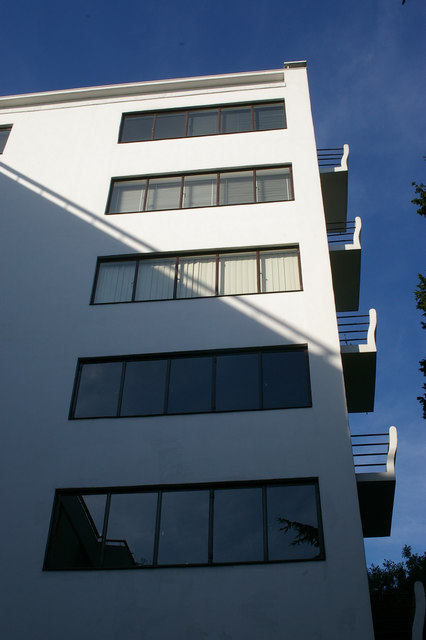
Gebäude Highpoint I, einer der ersten Apartmentblöcke in London, errichtet in den 1930er Jahren

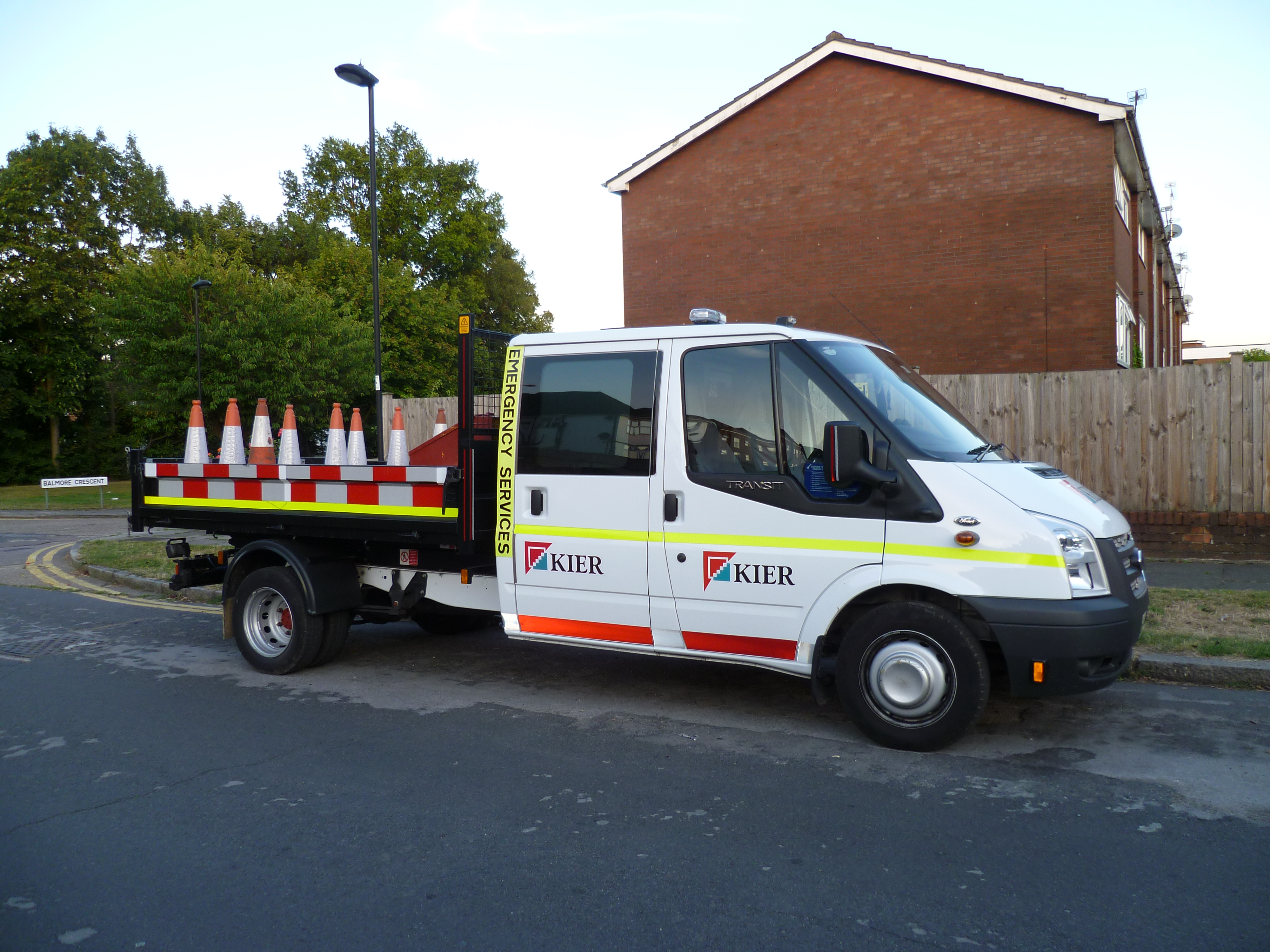
Transporter von Kier

Das Unternehmen ist an der Londoner Börse gelistet und Teil des FTSE 250 Index.

## Geschichte
Das Unternehmen wurde 1928 von den dänischen Ingenieuren Jørgen Lotz und Olaf Kier unter dem Namen Lotz & Kier gegründet und hatte seinen Sitz in Stoke-on-Trent.
Wenige Jahre später zog sich Lotz aus dem Unternehmen zurück, doch Olaf Kier wahrte seine Identität, indem er Lotz’ Initialen in den neuen Firmennamen J.L. Kier & Co Ltd. einfügte, der über vier Jahrzehnte lang der Hauptname des Unternehmens blieb.
J.L. Kier & Co Ltd blieb bis 1963 ein Privatunternehmen, wurde dann an der Londoner Börse notiert und in eine Aktiengesellschaft umgewandelt. Die Familie Kier behielt eine deutliche Mehrheit der Anteile. 1973 fusionierte Kier mit W. & C. French zu French Kier. Innerhalb der französischen Sparte kam es jedoch zu hohen Verlusten bei Autobahnverträgen mit Festpreisen und bei der Grundstückserschließung. John Mott, ein langjähriger Kier-Ingenieur, wurde zum Geschäftsführer ernannt, um die Geschicke des Konzerns wieder anzukurbeln. Nach einem gescheiterten Angebot für Abbey im Jahr 1985 war French Kier selbst Gegenstand eines hart umkämpften Übernahmeangebots von Beazer, das schließlich im Januar 1986 erfolgreich war.
1991 erwarb Hanson plc Beazer plc und entschied sich frühzeitig für die Veräußerung des Zweiges, der nun unter dem Namen Kier bekannt war. Dieser wurde im Juli 1992 durch ein Management-Buyout übernommen, wobei Hanson einen Anteil von 10 Prozent behielt.
Zu Beginn des 21. Jahrhunderts expandierte das Unternehmen durch Akquisitionen. Nach dem Zusammenbruch des Konkurrenten Carillion im Januar 2018 war Kier nach Umsatz kurzzeitig das zweitgrößte britische Bauunternehmen hinter Balfour Beatty. Das Unternehmen war damals im FTSE 250 Index gelistet. Nach einer gescheiterten Bezugsrechtsemission Ende 2018 brach der Aktienkurs jedoch ein und erlitt Mitte 2019 so hohe Verluste, dass Analysten Kiers Pleite befürchteten.
Nach einem umfassenden Umstrukturierungs-, Schuldenabbau-, Kostensenkungs- und Veräußerungsprogramm, das die Entlassung von 1700 Mitarbeitern und den Verkauf des Hauptsitzes in Bedfordshire sowie des öffentlichen und privaten Wohnungsbauzweigs Kier Living umfasste, erreichte das Unternehmen 2021 knapp die Gewinnzone.